# Грањола (Маса-Карара)
Грањола је насеље у Италији у округу Маса-Карара, региону Тоскана.
Према процени из 2011. у насељу је живело 576 становника. Насеље се налази на надморској висини од 160 м.